# 欧容河
欧容河（法語：Aujon，法語發音：[oʒɔ̃]）是法國的河流，位於該國東北部，屬於奧布河的右支流，河道全長68公里，流域面積480平方公里，平均流量每秒6.45立方米，河口處在欧容河畔隆尚。

## 外部連結
- http://www.geoportail.fr （页面存档备份，存于）
- Sandre数据库中的欧容河